# 剣山地
剣山地（つるぎさんち）は四国山地東部に属する剣山を最高峰とする山地である。北は御荷鉾構造線、南は那賀川に沿う仏像構造線に挟まれ、南北幅15から25km、東西約60kmに及ぶ。

## 概要
大半は徳島県に属するが、三嶺を含む西部の尾根筋は高知県との県境をなす。天狗塚から三嶺さらに剣山、雲早山を経て中津峰山にいたる主脈の剣山系と、この南側に並行し、次郎笈から分岐する権田山から平家平に至る那賀山系、あるいは高ノ瀬から石立山の石立山系、および北側に並行する塔丸から赤帽子山の山地、また、剣山系の北に国見山から寒峰や烏帽子山そして盟主の矢筈山をと連なる祖谷山系があり、何れも仏像構造線と平行の東北東-西南西方向に連峰をなしている。地質的には秩父帯に属し、北側斜面は粘板岩層よりなる。稜線は東側で次第に高度を下げる。剣山を筆頭に三嶺、塔丸など、隆起準平原の残物と推定される平坦面もしばしば見られる。
中国山地や讃岐山脈よりも標高が高いため、冬季にはシベリア気団による季節風が吹きつけ積雪が多く、剣山スキー場など四国有数のスキー場もある。南東側斜面は夏季を中心に雨量が多く、年間降水量は3,000mmを超える。特に太平洋側を台風が通過するとき集中豪雨に見舞われる。那賀川、物部川および吉野川の支流である祖谷川、貞光川、穴吹川および鮎喰川などの一級河川は剣山地を源流とし、1950年代半ば頃から那賀川の洪水防止および電源開発の目的でダムが多数建設された。
剣山地および大歩危から小歩危、祖谷渓、高の瀬峡、一宇峡などは1964年に剣山国定公園に指定されている。剣山北側の見ノ越を経由する国道438号および国道439号や、雲早山から次郎笈南側を通る剣山スーパー林道などの開通により登山は気楽で便利となったが、一方で環境破壊も問題化している。
標高約1,700m以上は気候的に亜高山帯針葉樹林となり、シコクシラベ、ダケカンバおよびコメツツジの群落が見られる。

## 主な山

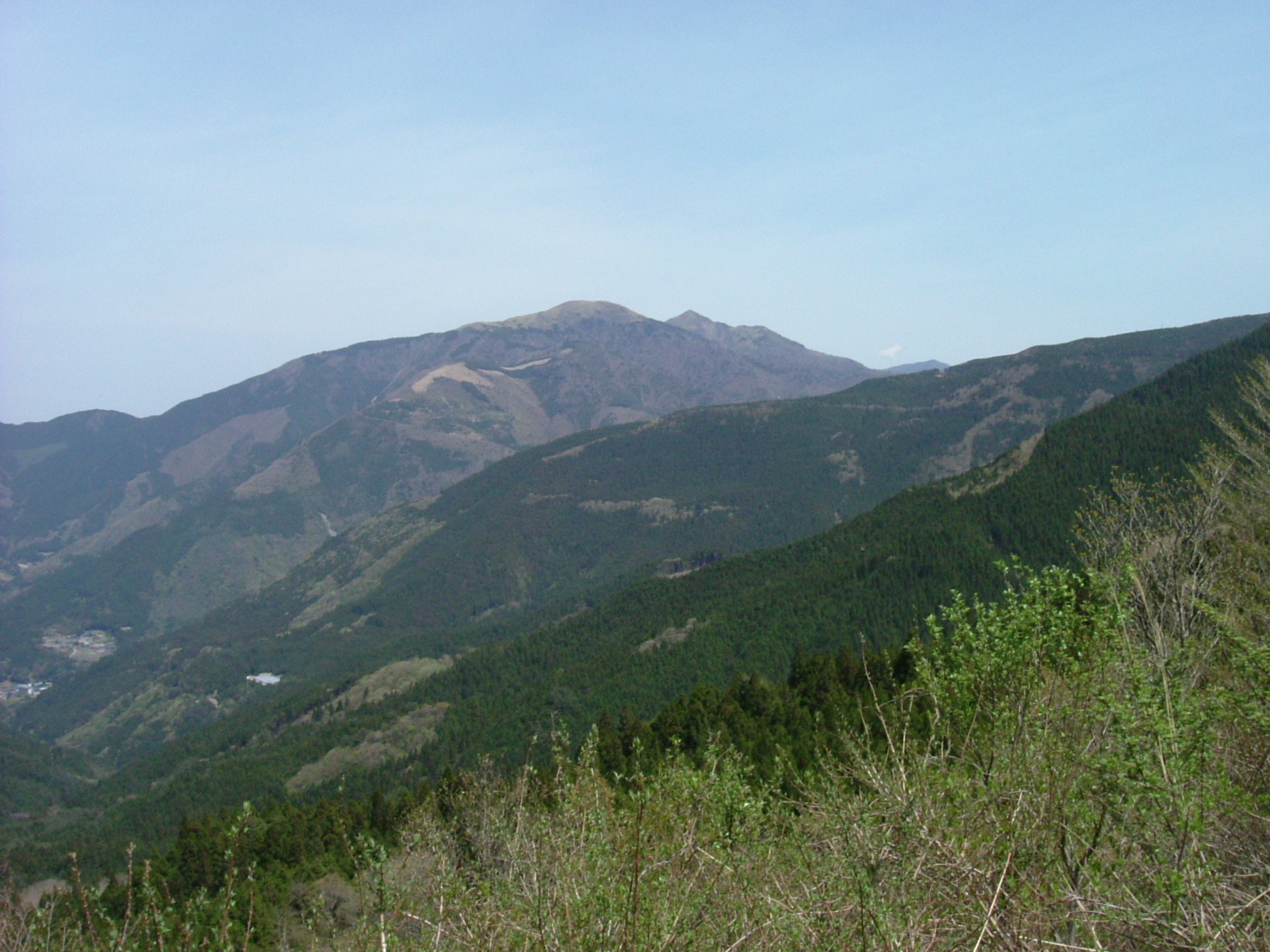
天狗塚
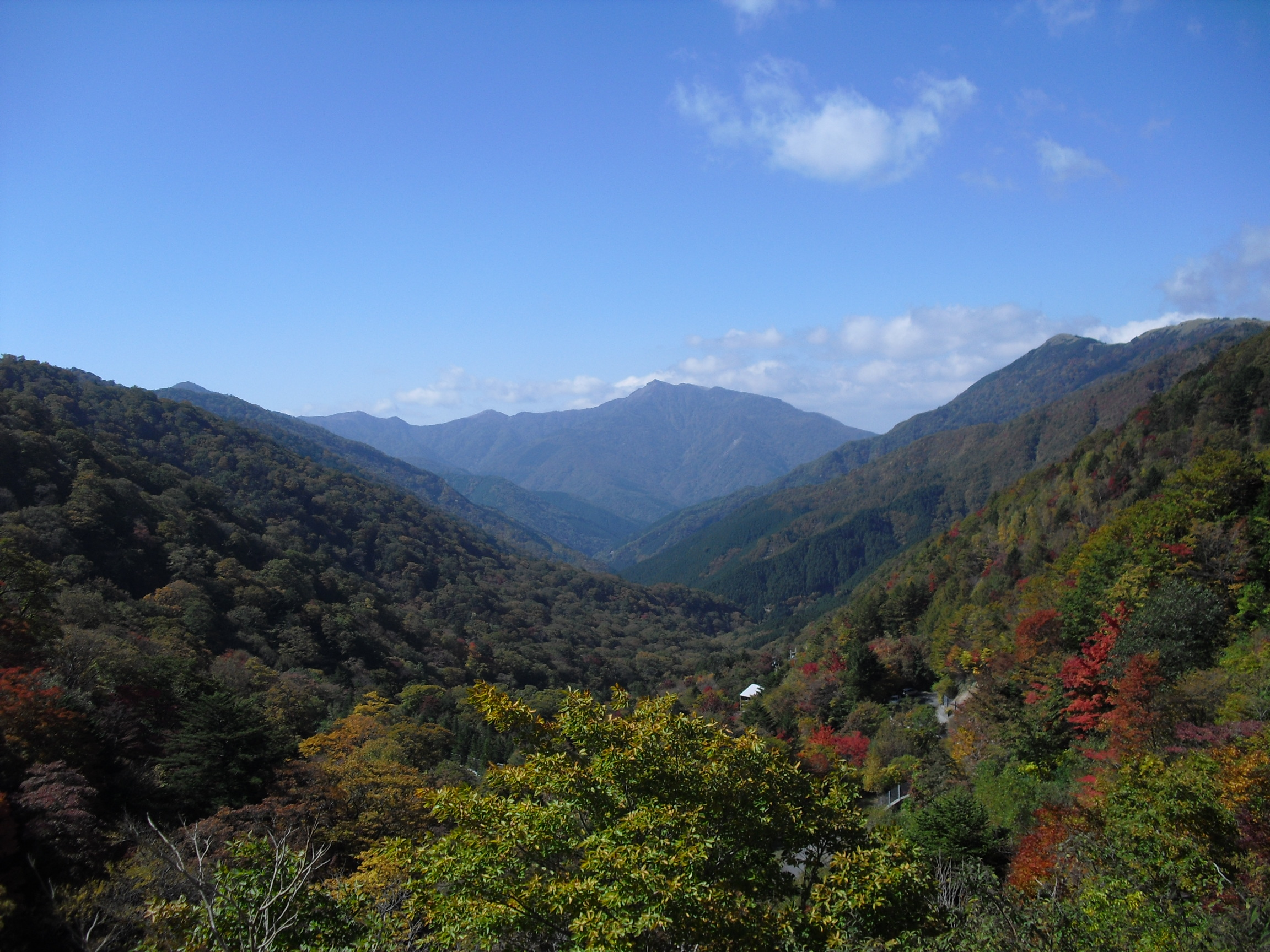
三嶺
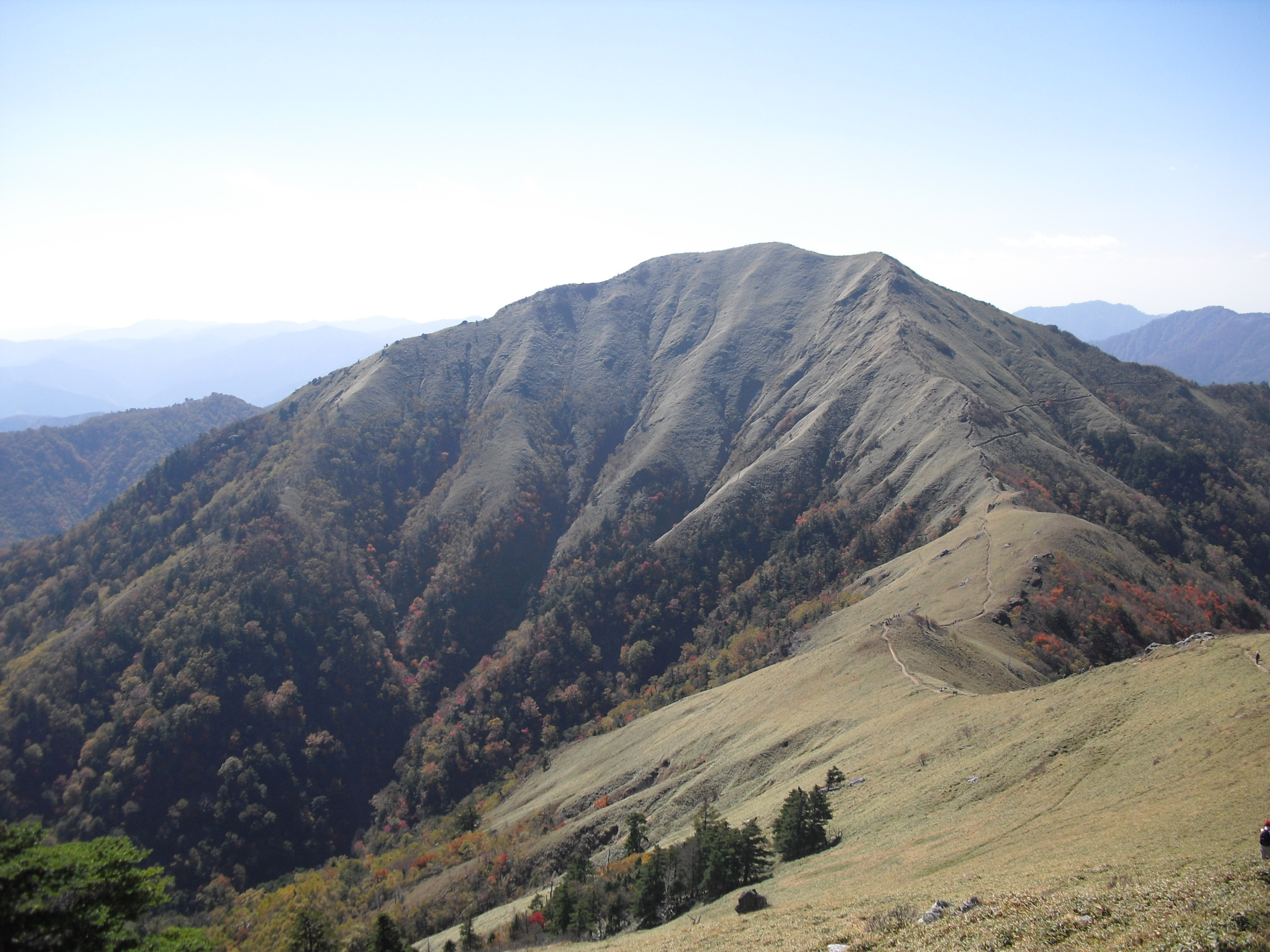
次郎笈
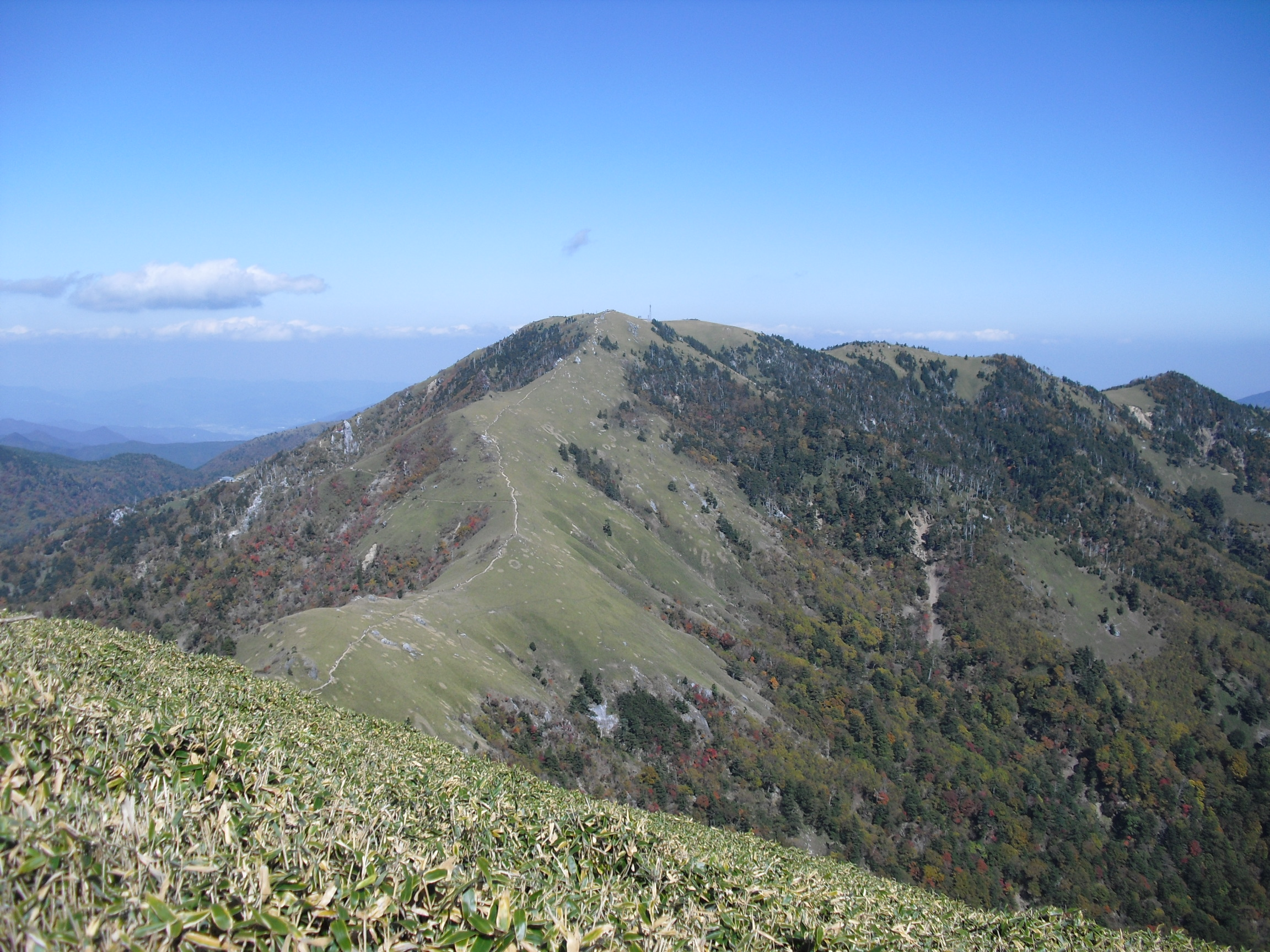
剣山
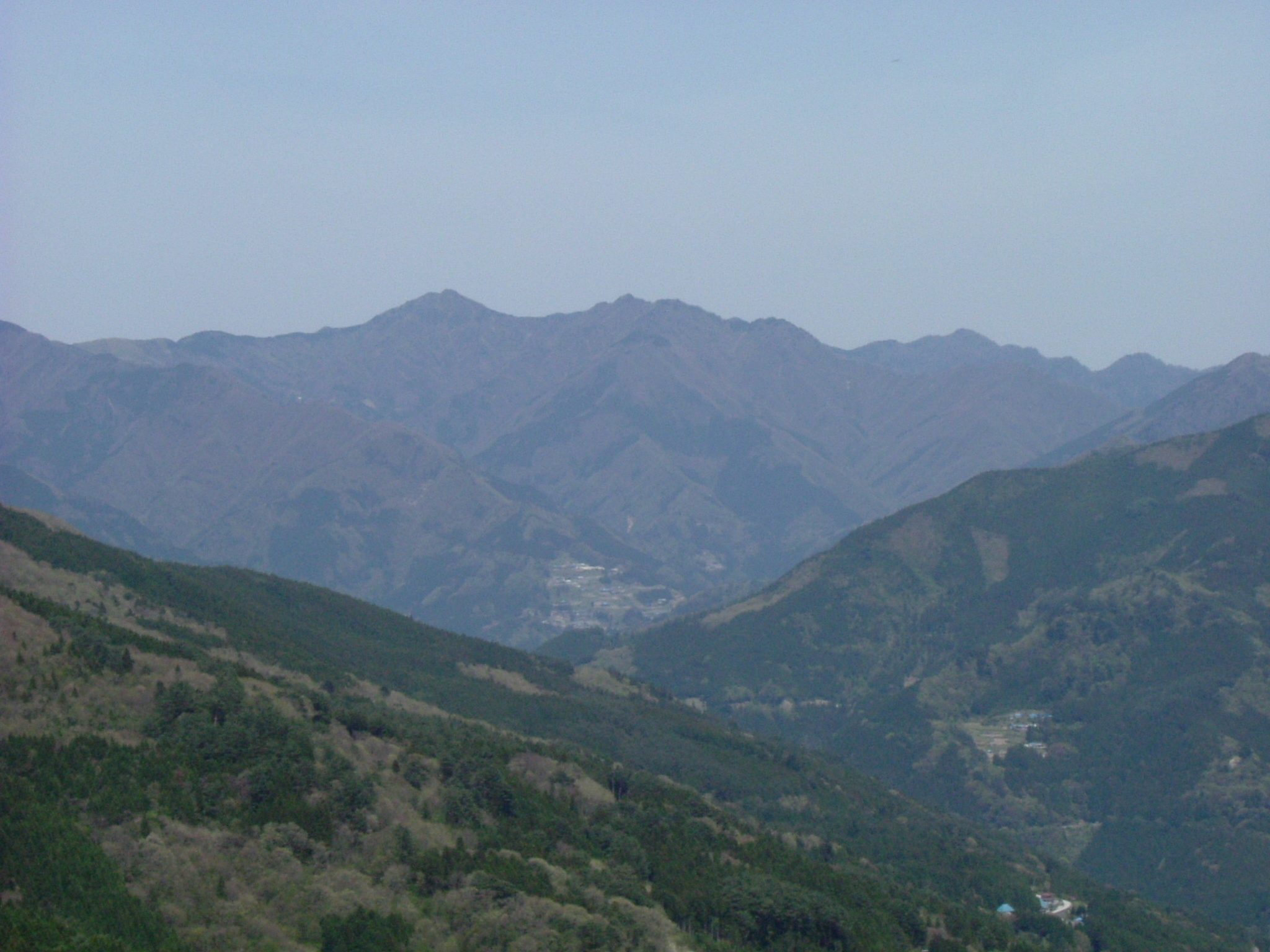
矢筈山
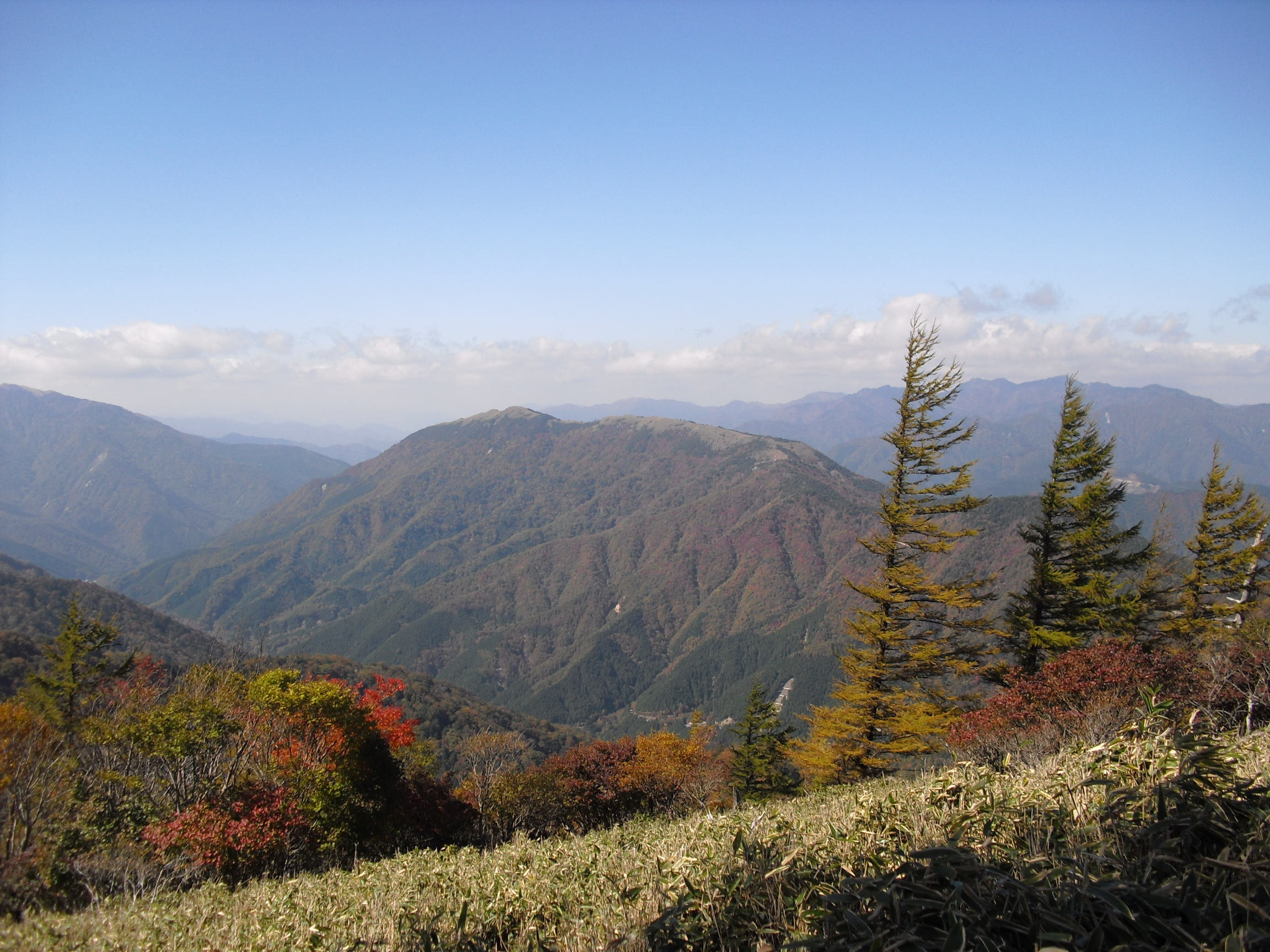
塔丸
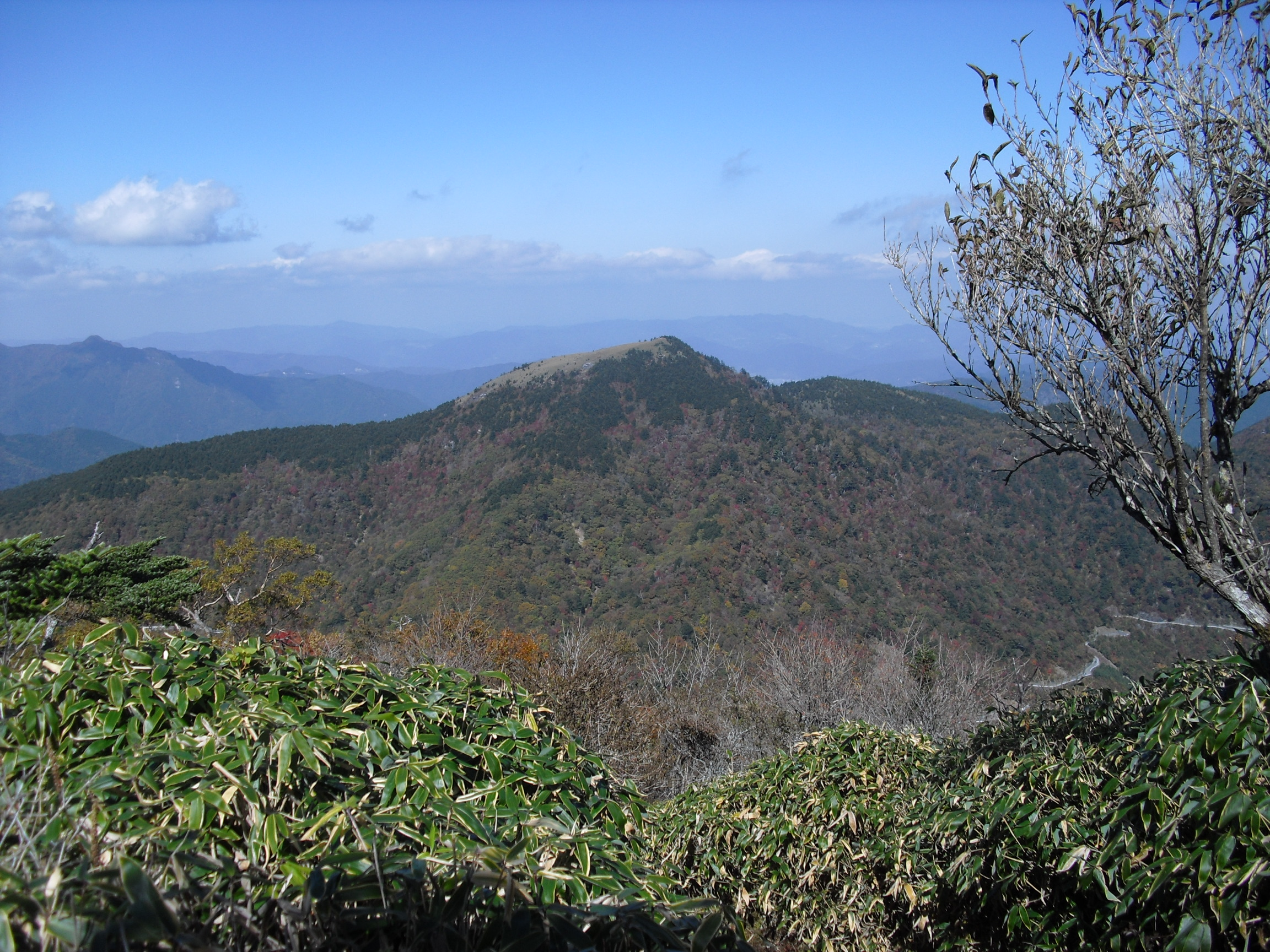
丸笹山
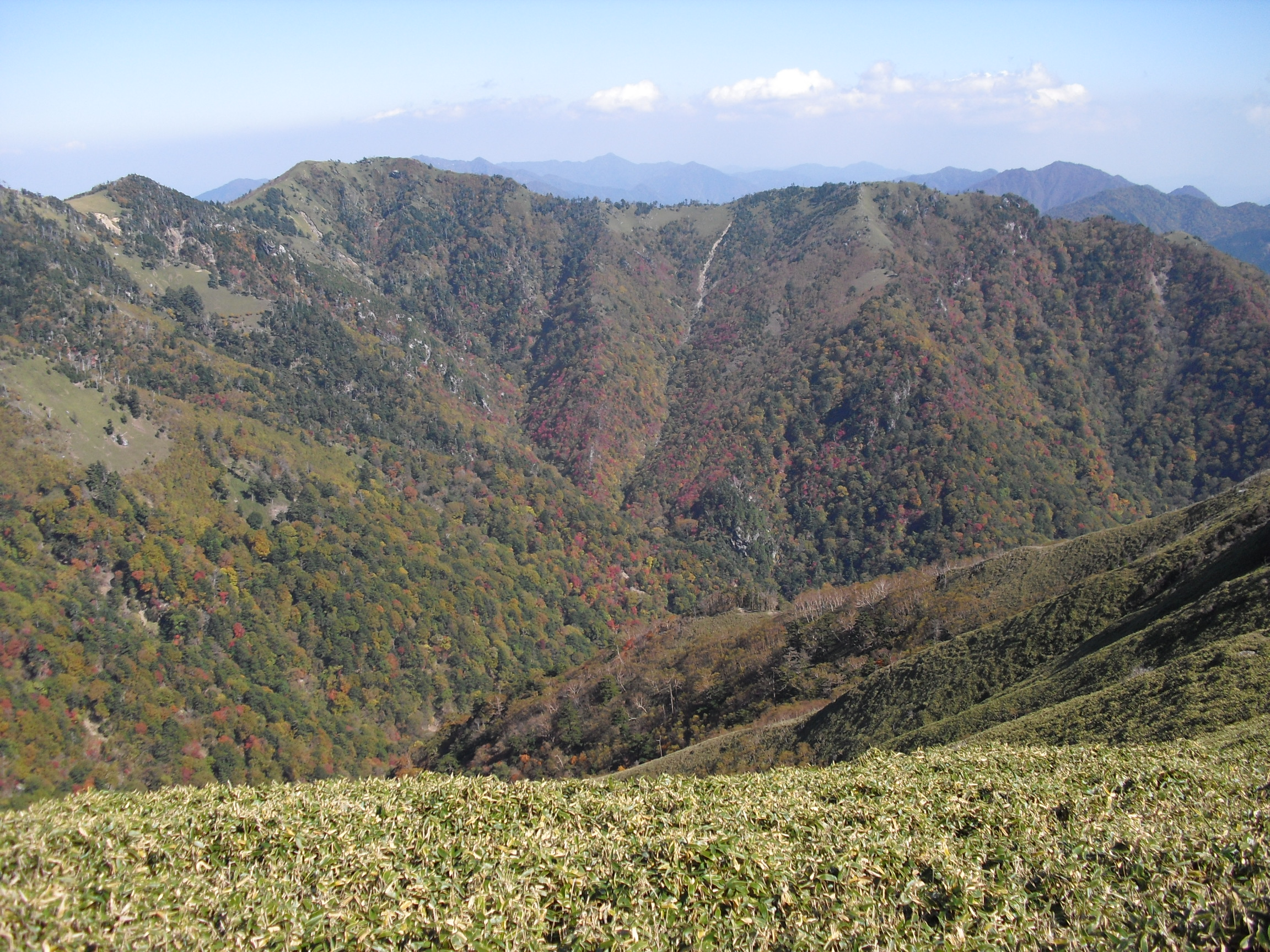
一ノ森

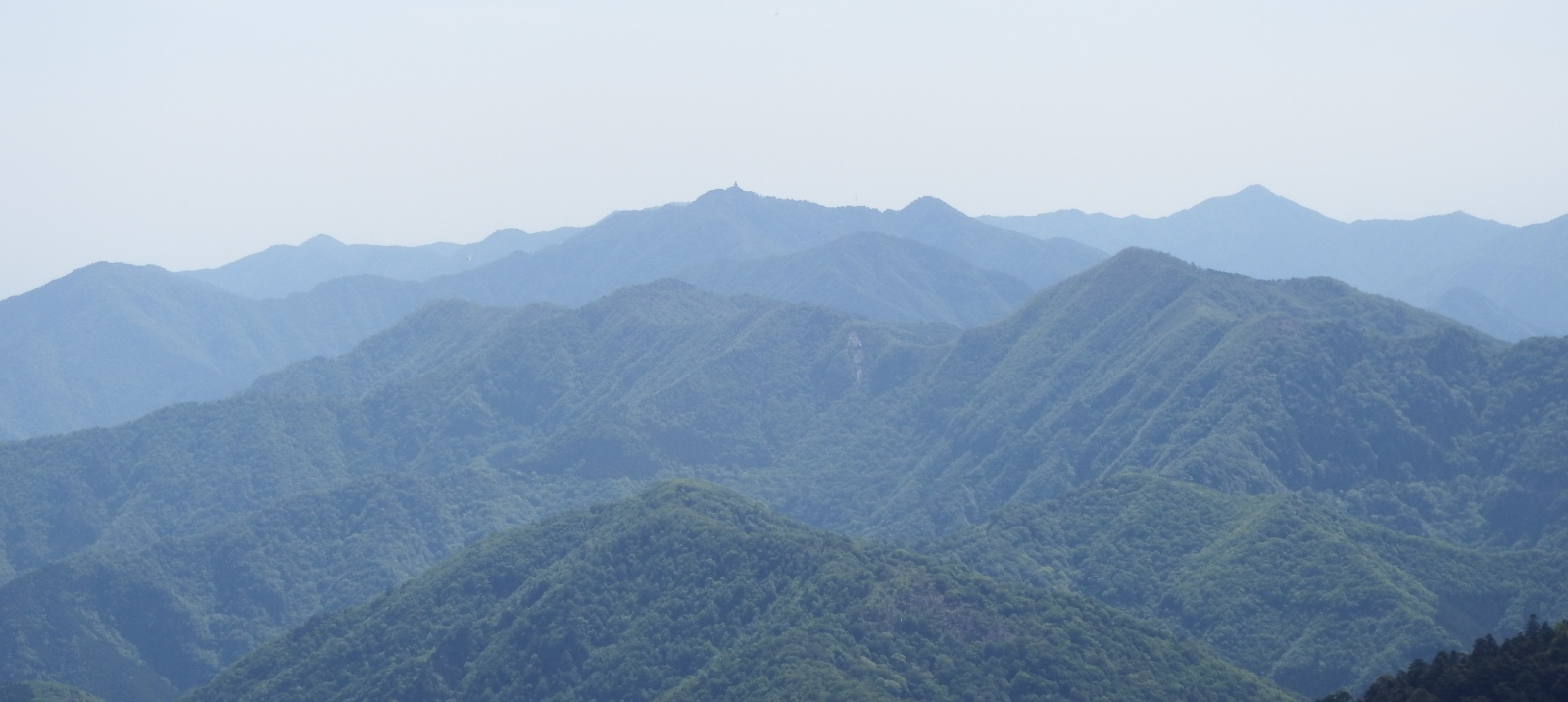
剣山より東の山々、中央に高城山、右手前に天神丸

```
　　　　　
天狗塚
　　　　　　　　西

綱附森
━━━┫　　　　　　　　　┃
　　　　　
西熊山
　　　　　　南━╋━北
　　　　　　┃　　　　　　　　　┃
　　　　　
三嶺
　　　　　　　　　東

白髪山
━━━┫
　　　　　　┃

石立山
━━━┫
　　　　　
高ノ瀬

　　　　　　┃　　　　　　　　　
寒峰

　　　　　
丸石
　　　　　　　　　┣━━━
烏帽子山

　　　　　　┃　　　　　　　　
矢筈山

権田山
━━
次郎笈
　　
塔丸
　　　　┃
　┃　　　　┃　　　　┣━━━
黒笠山

平家平
　　
剣山
━━━
丸笹山

　　　　　　┃　　　　┃
　　　　　
一ノ森
　　
赤帽子山

　　　　　　┃　　　　┣━━━
八面山

　　　　　
天神丸
　　
綱附山

　　　　　　┃　　　　┃
　　　　　
高城山
　　
正善山

　　　　　　┃
　　　　　
雲早山

　　　　　　┃
　　　　　
旭ノ丸

高丸山
━━━┫
　　　　　
旭ヶ丸

　　　　　　┃
　　　　　
中津峰山
```

- 天狗塚
- 三嶺
- 次郎笈
- 剣山
- 矢筈山
- 塔丸
- 丸笹山
- 一ノ森